# ATP de Madri
O ATP de Madri (também conhecido como Mutua Madrid Open, para fins de patrocínio), é um torneio profissional de tênis masculino disputado em quadra de saibro no Manzanares Park Tennis Center (vulgo Caja Mágica), em Madri, na Espanha. Faz parte do ATP Masters 1000.

## Finais

### Simples
| Ano                                                         | Campeão             | Vice-campeão          | Resultado                |
| ----------------------------------------------------------- | ------------------- | --------------------- | ------------------------ |
| 2025                                                        | Casper Ruud         | Jack Draper           | 7-5, 3-6, 6-4            |
| 2024                                                        | Andrey Rublev       | Félix Auger-Aliassime | 4–6, 7–5, 7–5            |
| 2023                                                        | Carlos Alcaraz      | Jan-Lennard Struff    | 6–4, 3–6, 6–3            |
| 2022                                                        | Carlos Alcaraz      | Alexander Zverev      | 6–3, 6–1                 |
| 2021                                                        | Alexander Zverev    | Matteo Berrettini     | 86–7, 6–4, 6–3           |
| Torneio não realizado em 2020 devido à pandemia de COVID-19 |                     |                       |                          |
| 2019                                                        | Novak Djokovic      | Stefanos Tsitsipas    | 6–3, 6–4                 |
| 2018                                                        | Alexander Zverev    | Dominic Thiem         | 6–4, 6–4                 |
| 2017                                                        | Rafael Nadal        | Dominic Thiem         | 7–68, 6–4                |
| 2016                                                        | Novak Djokovic      | Andy Murray           | 6–2, 3–6, 6–3            |
| 2015                                                        | Andy Murray         | Rafael Nadal          | 6–3, 6–2                 |
| 2014                                                        | Rafael Nadal        | Kei Nishikori         | 2–6, 6–4, 3–0, ab.       |
| 2013                                                        | Rafael Nadal        | Stanislas Wawrinka    | 6–2, 6–4                 |
| 2012                                                        | Roger Federer       | Tomáš Berdych         | 3–6, 7–5, 7–5            |
| 2011                                                        | Novak Djokovic      | Rafael Nadal          | 7–5, 6–4                 |
| 2010                                                        | Rafael Nadal        | Roger Federer         | 6–4, 7–65                |
| 2009                                                        | Roger Federer       | Rafael Nadal          | 6–4, 6–4                 |
| 2008                                                        | Andy Murray         | Gilles Simon          | 6–4, 7–66                |
| 2007                                                        | David Nalbandian    | Roger Federer         | 1–6, 6–3, 6–3            |
| 2006                                                        | Roger Federer       | Fernando González     | 7–5, 6–1, 6–0            |
| 2005                                                        | Rafael Nadal        | Ivan Ljubičić         | 3–6, 2–6, 6–3, 6–4, 7–63 |
| 2004                                                        | Marat Safin         | David Nalbandian      | 6–2, 6–4, 6–3            |
| 2003                                                        | Juan Carlos Ferrero | Nicolás Massú         | 6–3, 6–4, 6–3            |
| 2002                                                        | Andre Agassi        | Jiří Novák            | w.o.                     |

### Duplas
| Ano                                                         | Campeões                             | Vice-campeões                        | Resultado         |
| ----------------------------------------------------------- | ------------------------------------ | ------------------------------------ | ----------------- |
| 2024                                                        | Sebastian Korda Jordan Thompson      | Ariel Behar Adam Pavlásek            | 6–3, 7–67         |
| 2023                                                        | Karen Khachanov Andrey Rublev        | Rohan Bopanna Matthew Ebden          | 6–3, 3–6, [10–3]  |
| 2022                                                        | Wesley Koolhof Neal Skupski          | Juan Sebastián Cabal Robert Farah    | 46–7, 6–4, [10–5] |
| 2021                                                        | Marcel Granollers Horacio Zeballos   | Nikola Mektić Mate Pavić             | 1–6, 6–3, [10–8]  |
| Torneio não realizado em 2020 devido à pandemia de COVID-19 |                                      |                                      |                   |
| 2019                                                        | Jean-Julien Rojer Horia Tecău        | Diego Schwartzman Dominic Thiem      | 6–2, 6–3          |
| 2018                                                        | Nikola Mektić Alexander Peya         | Bob Bryan Mike Bryan                 | 5–3, ab.          |
| 2017                                                        | Łukasz Kubot Marcelo Melo            | Nicolas Mahut Édouard Roger-Vasselin | 7–5, 6–3          |
| 2016                                                        | Jean-Julien Rojer Horia Tecău        | Rohan Bopanna Florin Mergea          | 6–4, 7–65         |
| 2015                                                        | Rohan Bopanna Florin Mergea          | Marcin Matkowski Nenad Zimonjić      | 6–2, 56–7, [11–9] |
| 2014                                                        | Daniel Nestor Nenad Zimonjić         | Bob Bryan Mike Bryan                 | 6–4, 6–2          |
| 2013                                                        | Bob Bryan Mike Bryan                 | Alexander Peya Bruno Soares          | 6–2, 6–3          |
| 2012                                                        | Mariusz Fyrstenberg Marcin Matkowski | Robert Lindstedt Horia Tecău         | 6–3, 6–4          |
| 2011                                                        | Bob Bryan Mike Bryan                 | Michael Llodra Nenad Zimonjić        | 6–3, 6–3          |
| 2010                                                        | Bob Bryan Mike Bryan                 | Daniel Nestor Nenad Zimonjić         | 6–3, 6–4          |
| 2009                                                        | Daniel Nestor Nenad Zimonjić         | Simon Aspelin Wesley Moodie          | 6–4, 6–4          |
| 2008                                                        | Mariusz Fyrstenberg Marcin Matkowski | Mahesh Bhupathi Mark Knowles         | 6–4, 6–2          |
| 2007                                                        | Bob Bryan Mike Bryan                 | Mariusz Fyrstenberg Marcin Matkowski | 6–3, 7–64         |
| 2006                                                        | Bob Bryan Mike Bryan                 | Mark Knowles Daniel Nestor           | 7–5, 6–4          |
| 2005                                                        | Mark Knowles Daniel Nestor           | Leander Paes Nenad Zimonjić          | 3–6, 6–3, 6–2     |
| 2004                                                        | Mark Knowles Daniel Nestor           | Bob Bryan Mike Bryan                 | 6–3, 6–4          |
| 2003                                                        | Mahesh Bhupathi Max Mirnyi           | Wayne Black Kevin Ullyett            | 6–2, 2–6, 6–3     |
| 2002                                                        | Mark Knowles Daniel Nestor           | Mahesh Bhupathi Max Mirnyi           | 6–3, 7–5, 6–0     |